# نيكلاس بارود
نيكلاس بارود (بالسويدية: Niclas Barud) مواليد 22 مارس 1988 في السويد، هو لاعب كرة يد سويدي يلعب كمحور. يلعب حاليا مع نادي آلبورغ لكرة اليد ويحمل الرقم 26. مثل منتخب السويد لكرة اليد.

## سجل المنافسة
شارك في البطولات التالية:
- بطولة العالم لكرة اليد للرجال 2015

## روابط خارجية
- نيكلاس بارود على موقع الاتحاد الأوروبي لكرة اليد (الإنجليزية)